# Mokřad u Rondelu
Mokřad u Rondelu este o arie protejată (arie specială de conservare — SAC, sit de importanță comunitară — SCI) din Republica Cehă întinsă pe o suprafață de 14,56 ha, integral pe uscat.

## Localizare
Centrul sitului Mokřad u Rondelu este situat la coordonatele 49°47′12″N 18°24′26″E / 49.786667°N 18.407222°E.

## Înființare
Situl Mokřad u Rondelu a fost declarat sit de importanță comunitară în aprilie 2005 pentru a proteja 1 specie de animale. Situl a fost protejat și ca arie specială de conservare în iulie 2013.

## Biodiversitate
Situată în ecoregiunea continentală, aria protejată nu include niciun habitat protejat.
La baza desemnării sitului se află o specie protejată de  amfibieni: triton cu creastă (Triturus cristatus).